# Satoru Shoji
Satoru Shoji (japanisch 庄司 達; geboren 1939 in Kyōto) ist ein japanischer Bildhauer, Textilkünstler und Kunstpädagoge.

## Leben und Werk

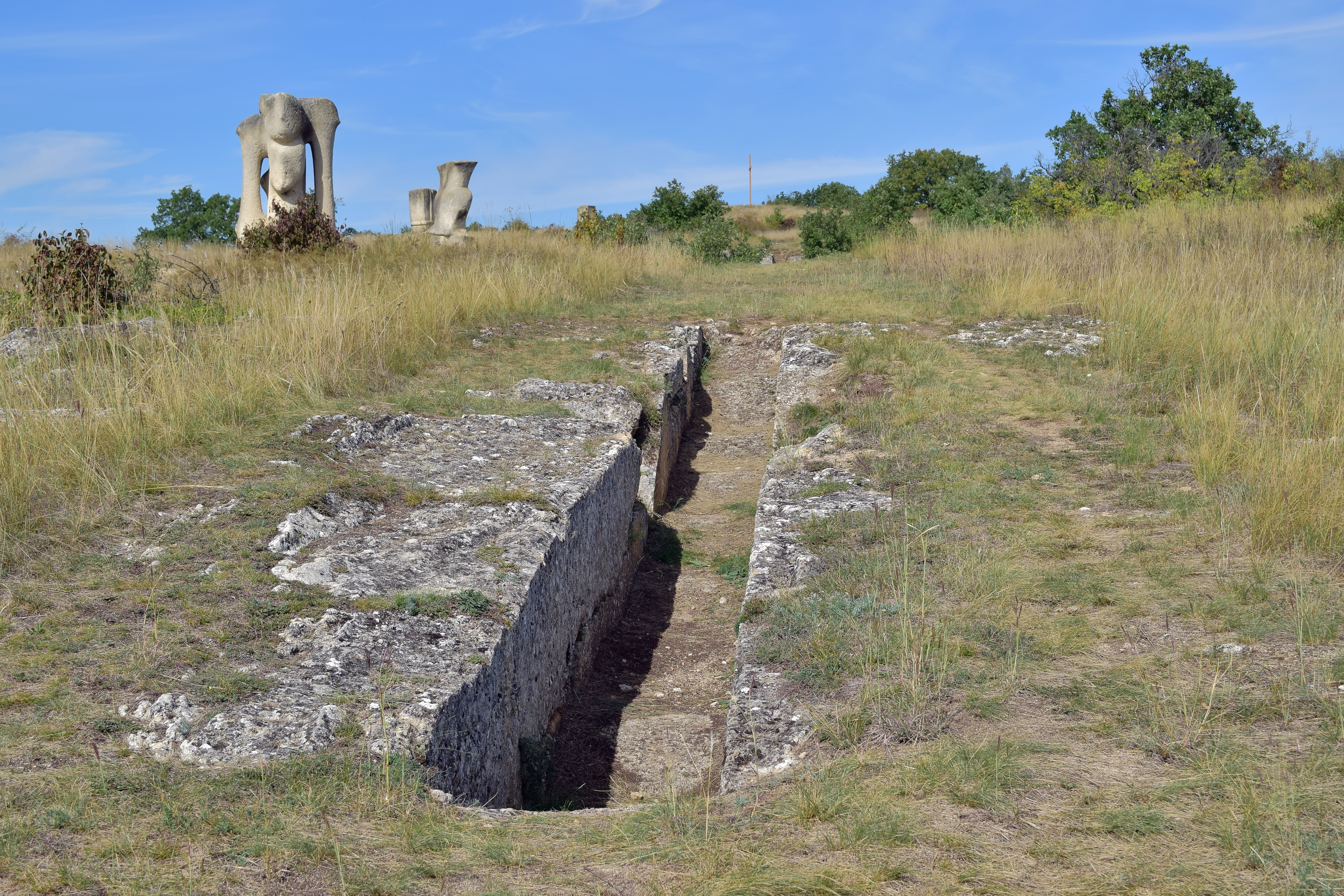
Die „Japanische Linie“. Von Satoru Shoji, Makoto Fujiwara, Makio Yamaguchi, Tetsuzo Yamamoto und Takao Hirose.

Satoru Shoji studierte Bildhauerei an der Kyōto-shiritsu Geijutsu Daigaku. Seine Lehrer waren unter anderem Tsuji Shindo (1910–1981) und Horiuchi Masakazu. Das Studium schloss er 1964 mit dem Master of Fine Arts ab. Anschließend unterrichtete er im Department Design an der Nagoya Crafts High School, wo er den Künstler Kuno Shin (1921–1999) kennenlernte. 
Ab 1968 widmete sich Satoru Shoji vermehrt seinen eigenen künstlerischen Projekten. So nahm er unter anderem 1970 am Bildhauersymposion St. Margarethen teil und schuf zusammen mit Makoto Fujiwara, Makio Yamaguchi, Tetsuzo Yamamoto und Takao Hirose die „Japanische Linie“.
Von 1999 bis 2010 unterrichtete Satoru Shoji an der Kunsthochschule in Nagoya. Später lehrte er an der Meijō-Universität und an der Universität Mie.
Satoru Shoji stellte seine Werke im In- und Ausland aus.